# Си Шазел
Си Шазѐл (на френски: Scy-Chazelles) е малък град в Североизточна Франция, предградие на Мец.
Намира се в департамент Мозел на регион Лорен на около 5 км западно от департаментния център град Мец. Разположен е близо до левия бряг на река Мозел, на която има малко пристанище. Основан е през 1809 г. като село под името Си. През периода 1915-18 г. и 1940-44 г. е носел немското название Зигах (Siegach). Има жп гара на линията Мец-Жарни. Известен е със своите лозарски традиции. Къщата, в която е прекарал последните години от живота си френския политик Робер Шуман днес е превърната в музей. Население 2799 жители по данни от преброяването през 2007 г.

## Личности
Починали
- Робер Шуман, френски политик